# Рауль II де Вексен
Рауль II де Вексен (фр. Raoul II de Vexin; ум.943) — граф Амьена 926—941, граф Вексена, Валуа и Остревана с 926, сын графа Рауля I.

## Биография
Точно не установлено, кто была его мать. В хронике Альберика де Труа-Фонтене Рауль II назван племянником (лат. nepos) короля Франции Людовика IV Заморского. На основании этого было сделано предположение, что матерью Рауля II была одна из дочерей короля Карла III Простоватого. При этом жеста «Рауль де Камбре» называет женой Рауля I «Aalais» (Аэлис, фр. Aélis), дочь Карла III Простоватого, которую можно идентифицировать с Аделаидой, дочерью Карла и Фредеруны. Однако существуют хронологические проблемы, из-за которых подобный брак был маловероятен: дочери Карла III Простоватого могли родиться в 908—917 годах, а Рауль II погиб в 943 году, будучи достаточно взрослым. Возможно, что источник, которым пользовался Альберик де Труа-Фонтене, не совсем точно передал родство Рауля II и Людовика IV. Они оба были потомками императора Людовика I Благочестивого и nepos могло означать именно такое родство.
После смерти отца в 926 году Рауль унаследовал его владения — графства Амьен, Вексен, Валуа и Остреван. Рауль II построил замок Крепи-ан-Валуа, который стал его главной резиденцией.
В 941 году Амьен был захвачен бывшим графом Вьенна Эдом де Вермандуа, сыном могущественного графа Герберта II де Вермандуа. После смерти в 943 году Герберта II де Вермандуа Рауль попытался вернуть себе Амьен, но неудачно. По сообщению Флодоарда, Рауль вторгся во владения Герберта II, однако четверо сыновей того разбили войско Рауля, а сам он погиб.
Наследником Рауля II стал его брат Готье I, которому позже удалось всё-таки вернуть Амьен.
Рауль был прототипом главного героя эпической поэмы XII века «Рауль де Камбре».

## Брак
Жена: Лиегарда (ум. 12 ноября 990/991). После смерти Рауля она вторым браком вышла замуж за Галерана I, виконта Манта и Мёлана.
Долгое время сыном Рауля II и Лиегарды считался Готье I (до 920/925 — после 992), граф Вексена, Амьена и Валуа. Однако, согласно современным исследованиям, Лиегарда детей от Рауля не имела. В результате Эдуард де Сен-Фаль предположил, что, вероятнее всего, Готье был не сыном, а братом Рауля II и, следовательно, сыном Рауля I. Данная версия принята и в «Europäische Stammtafeln».